# Hrabyně

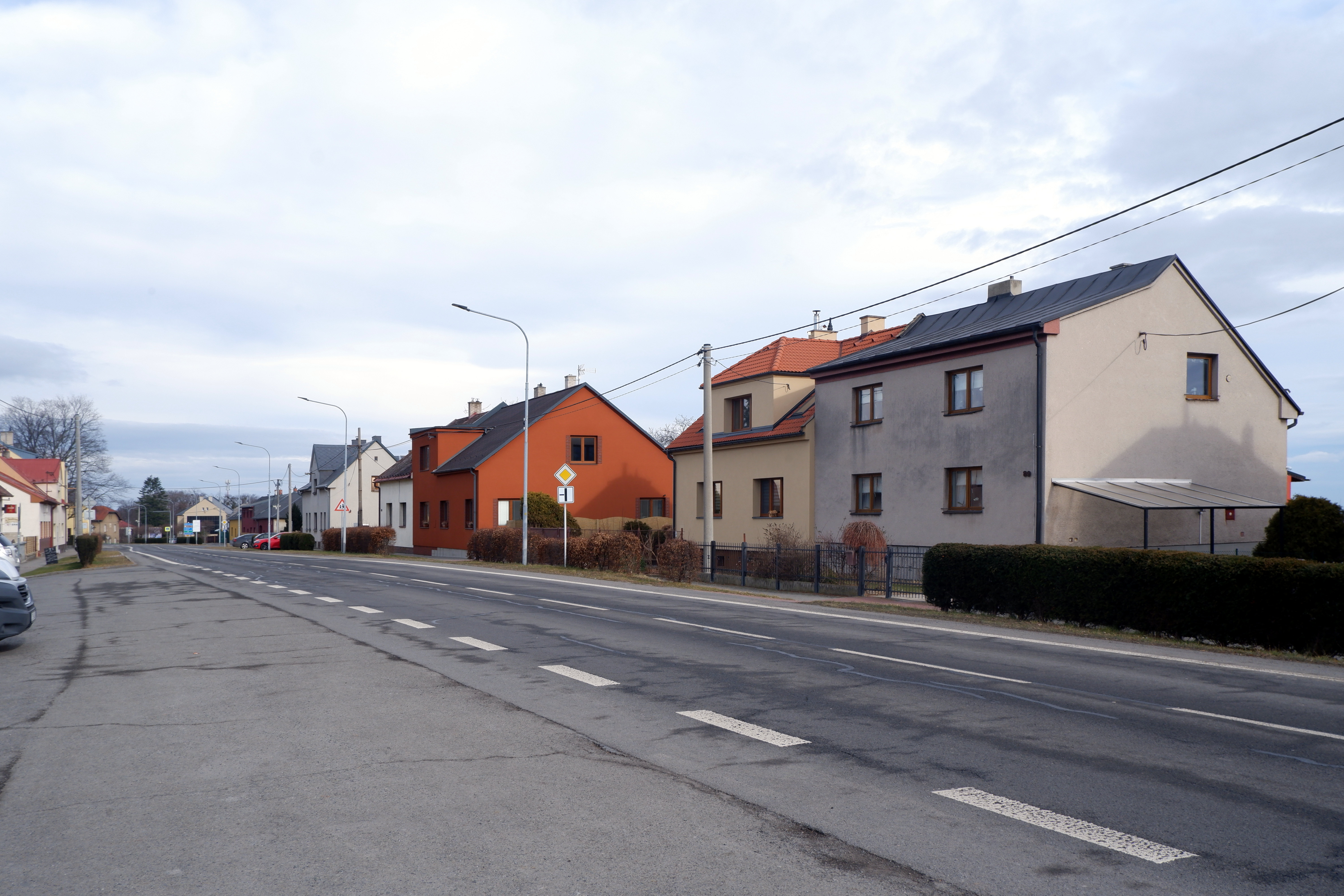
Ortsmitte

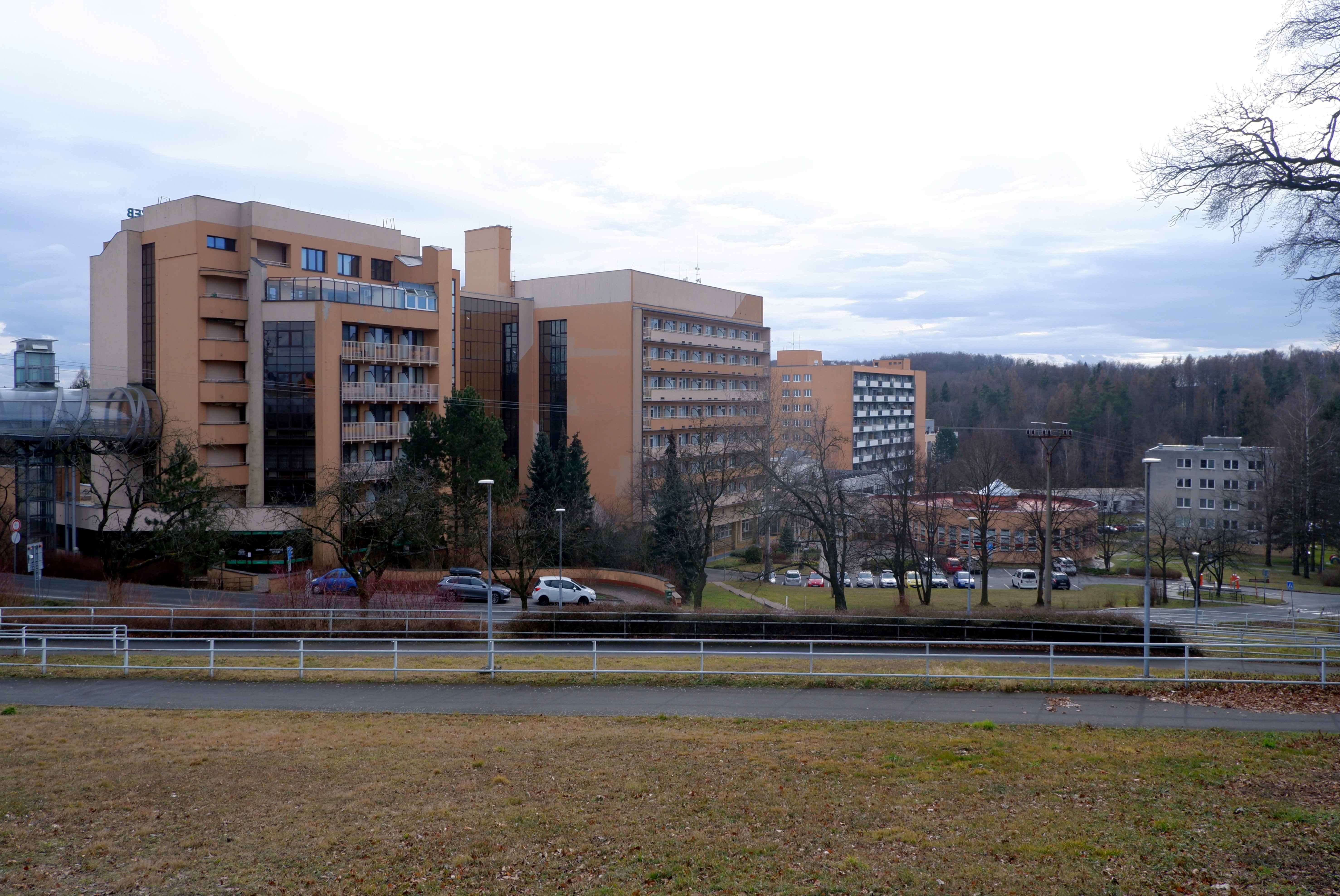
Rehabilitationsintitut

Hrabyně (auch Hrabina oder Robin, deutsch Hrabin) befindet sich im Moravskoslezský kraj in Tschechien.

## Lage
Hrabin liegt 8 km südlich von Kravaře, 10 km westlich von Hlučín, 13 km nördlich von Bílovec und 13 km südöstlich der Bezirksstadt Opava.

## Geschichte
Hrabyně gehörte zum Herzogtum Troppau und wurde erstmals 1377 erwähnt, als nach dem Tod des Herzogs Nikolaus II. das Herzogtum unter dessen vier Söhne geteilt wurde, wobei zusätzlich die Herzogtümer Ratibor, Jägerndorf und Leobschütz entstanden. Hrabin verblieb beim Herzogtum Troppau und gelangte als ein Lehen an Heinrich von Bítov (Jindřich z Bětova auch z Bítova), bei dessen Nachkommen es bis 1528 verblieb. Sie errichteten um 1497 eine Holzkapelle, die Mariä Himmelfahrt geweiht wurde. 1528 erwarb Heinrich von Füllstein Hrabyně, der es bald darauf an Heinrich Schipa von Branitz (Jindřich Šípa z Branice) abgab. 1535 gelangte es an Georg/Jiří von Tvorkov auf Radun (Jiří Tvorkovský na Raduni).
Nach dem Tod des Berthold/Pertold von Tvorkov 1637 wurden die verschuldeten Ländereien an Bürgen übergeben. Diese verkauften den Besitz an Maria Magdalena Donat, die sie an ihren Mann Heinrich Karl Donat von Groß Pahlom weiterverkaufte. 1678 folgte Graf Albrecht von Grzymała und nach dessen Tod seine Ehefrau, die das Vermögen ihrem Bruder Johann Franz Rembovský von Rembov vermachte, der es 1687 an Maximilian Mitrowsky von Nemischl verkaufte. Unter diesem Geschlecht wurde an der Stelle der Holzkapelle die Kirche Mariä Himmelfahrt sowie ein Spital errichtet und die ehemalige Feste zu einem Barockschloss umgebaut. 1780 erhob Kaiser Joseph II. in seiner Eigenschaft als König von Böhmen Hrabyně zur Stadt und verlieh ihr zudem das Privileg für sechs Jahrmärkte. 1832 ging das Eigentum an Ernst Otto Ritter von Badenfeld und anschließend an den Deutschen Ritterorden über. 1938 wurde Hrabyně dem Deutschen Reich eingegliedert und der Deutsche Orden enteignet. Bis 1945 gehörte das Dorf zum Landkreis Troppau. Bei Kriegsende 1945 erlitt Hrabyně große Zerstörungen.

## Ortsteile
- Josefovice (Josefsburg)

## Sehenswürdigkeiten
- Pfarrkirche Himmelfahrt Maria
- Schloss mit Park
- Wallfahrtskirche

## Persönlichkeiten
- Karel Engliš (1880–1961), Volkswirtschaftler, Abgeordneter